# 撤驛之變
撤驛之變，是清朝乾隆二十一年（1756年）发生在喀尔喀蒙古，以撤驿站、弃哨所为形式的反清事件。
乾隆二十年（1755年），阿睦尔撒纳帮助清朝平定准噶尔汗达瓦齐，不满清朝对自己的待遇，转而反清。乾隆帝派师征讨，喀尔喀蒙古负责供应大军，札萨克亲王额林沁多尔济因为疏忽而放走阿睦尔撒纳，被乾隆帝处死，引发他的兄弟第二世哲布尊丹巴呼图克图不满。乾隆帝命哲布尊丹巴与土谢图汗入京观刑，引起了喀尔喀王公们的抗议。
乾隆二十一年（1756年），对清廷心怀不满的和托辉特部青衮杂卜撤除了张家口和乌里雅苏台之间的驿站，撤驿站、弃哨探，表示对清朝的反抗。致使中原和喀尔喀的交通断绝，清朝在漠北的驿站系统全部瘫痪，威胁到了清廷征讨准噶尔战争。当时因清军向喀尔喀牧民滥征物资令喀尔喀人不满，各地牧民纷纷举行反清起义，蒙古牧民袭击清军，打击汉商。当时乾隆派第三世章嘉呼图克图出使说服哲布尊丹巴不要支持青衮杂卜，同时保证对喀尔喀人大加赏赉。迫于清朝压力，哲布尊丹巴呼图克图在额尔坤塔米尔河，召集诸王、贝勒、贝子、公、台吉会盟，使各旗札萨克恢复驿站并协助擒解青衮杂卜。乾隆帝任命和硕亲王策棱与固伦纯悫公主之子成衮扎布为定边左副将军，领兵由乌里雅苏台进军乌梁海，追捕青衮杂卜。于是哲布尊丹巴和喀尔喀诸汗、亲王纷纷表示支持朝廷，青衮杂卜兵败逃亡俄罗斯。
乾隆二十一年十一月二十八日（1757年1月17日），成衮扎布派参赞大臣纳穆札尔追至俄罗斯交界杭哈奖噶斯地方擒获青衮杂卜。此后，清朝设置库伦办事大臣，哲布尊丹巴呼图克图不准在外蒙古转世。